# Sturla Gudlaugsson
Sturla Jonasson Gudlaugsson (* 16. Juni 1913 in Skagen, Dänemark; † 3. März 1971 in Rotterdam) war ein niederländischer Kunsthistoriker und Museumsdirektor.
Sturla Gudlaugsson war der einzige Sohn des isländischen Schriftstellers Jonas Gudlaugsson (1887–1916). Seine Mutter Maria Ingenohl stammte aus einer holländischen Familie, bei der er nach dem Tod des Vaters seine Kindheit in Kleve verbrachte. Er besuchte ein Gymnasium in Berlin und studierte Kunstgeschichte an den Universitäten München und Berlin. Zu seinen prägenden Professoren gehörten Wilhelm Pinder und Oskar Fischel. Gudlaugsson arbeitete ab 1936 als Volontär unter Robert Schmidt am Schlossmuseum der Staatlichen Museen zu Berlin, in dem die Sammlungen des Kunsthandwerks ausgestellt waren. Er promovierte 1938 bei Pinder mit einer Dissertation über die holländische Malerei und das Theater.
Zu Beginn des Zweiten Weltkriegs verließ Gudlaugsson als dänischer Staatsbürger 1939 Berlin und zog nach Dänemark um. Er wurde Assistent am Dänischen Nationalhistorischen Museum im Schloss Frederiksborg in Hillerød. 1942 übersiedelte er nach Den Haag und übernahm zunächst eine kurze Tätigkeit am Gemeentemuseum Den Haag. Ein Jahr später wurde er Mitarbeiter am Rijksbureau voor Kunsthistorische Documentatie (RKD), wo er 1965 als Nachfolger von Horst Gerson zum Direktor ernannt wurde. Diese über 25 Jahre währende wissenschaftliche Tätigkeit am RKD hat Gudlaugsson wesentlich geprägt. Im Juni 1970 wurde er als Nachfolger von Ary Bob de Vries zum Direktor des Mauritshuis in Den Haag berufen, starb aber überraschend bereits im folgenden Jahr.
Als ein Hauptwerk seiner Forschungen hinterließ Gudlaugsson die zweibändige, in deutscher Sprache verfasste Monografie über den holländischen Maler und Zeichner Gerard ter Borch. Für dieses Werk erhielt er 1960 den Karel van Mander-Preis. Daneben veröffentlichte er wichtige Beiträge zur Ikonografie in der holländischen Malerei, in denen er besonders ihre enge Beziehung zur Dichtung und zum Theater darstellte.

## Werke
- Ikonographische Studien über die holländische Malerei und das Theater des 17. Jahrhunderts, Berlin (Diss.), Würzburg 1938.
- De komedianten bij Jan Steen en zijn tijdgenoten, Den Haag 1945.
- Een ruiterstuk van Gerard Ter Borch. In: Kunsthistorische Mededelingen van het Rijksbureau voor Kunsthistorische Documentatie, 2, 1947, S. 19 ff.
- Een ander ruiterstuk van Gerard Ter Borch. In: Kunsthistorische Mededelingen van het Rijksbureau voor Kunsthistorische Documentatie, 2, 1947, S. 40 ff.
- Bredero's Lucelle door eenige zeventiende eeuwsche meesters uitgebeeld. In: Nederlands Kunsthistorisch Jaarboek 1, Den Haag 1947, S. 183–185.
- De datering van de schilderijen van Gerard Ter Borch. In: Nederlands Kunsthistorisch Jaarboek 1948–1949, Den Haag 1949, S. 235 ff.
- Gerard Ter Borch, Den Haag 1959/1960 (zwei Bände).